# Jürgen Gelling
Jürgen Gelling ist ein ehemaliger deutscher Basketballspieler. Er wurde mit Gießen deutscher Meister.

## Laufbahn
Der in Ostpreußen geborene Gelling war Schüler des Graf-Friedrich-Magnus-Alumnats in Laubach und spielte dort Basketball. Der 1,81 Meter große Flügelspieler wechselte zum MTV Gießen, mit dem er 1965 deutscher Meister wurde. 1966 verließ er den Verein und ging zum Lokalrivalen VfB 1900 Gießen, später spielte er in Lich.